# Georg Christian Erhard Westphal

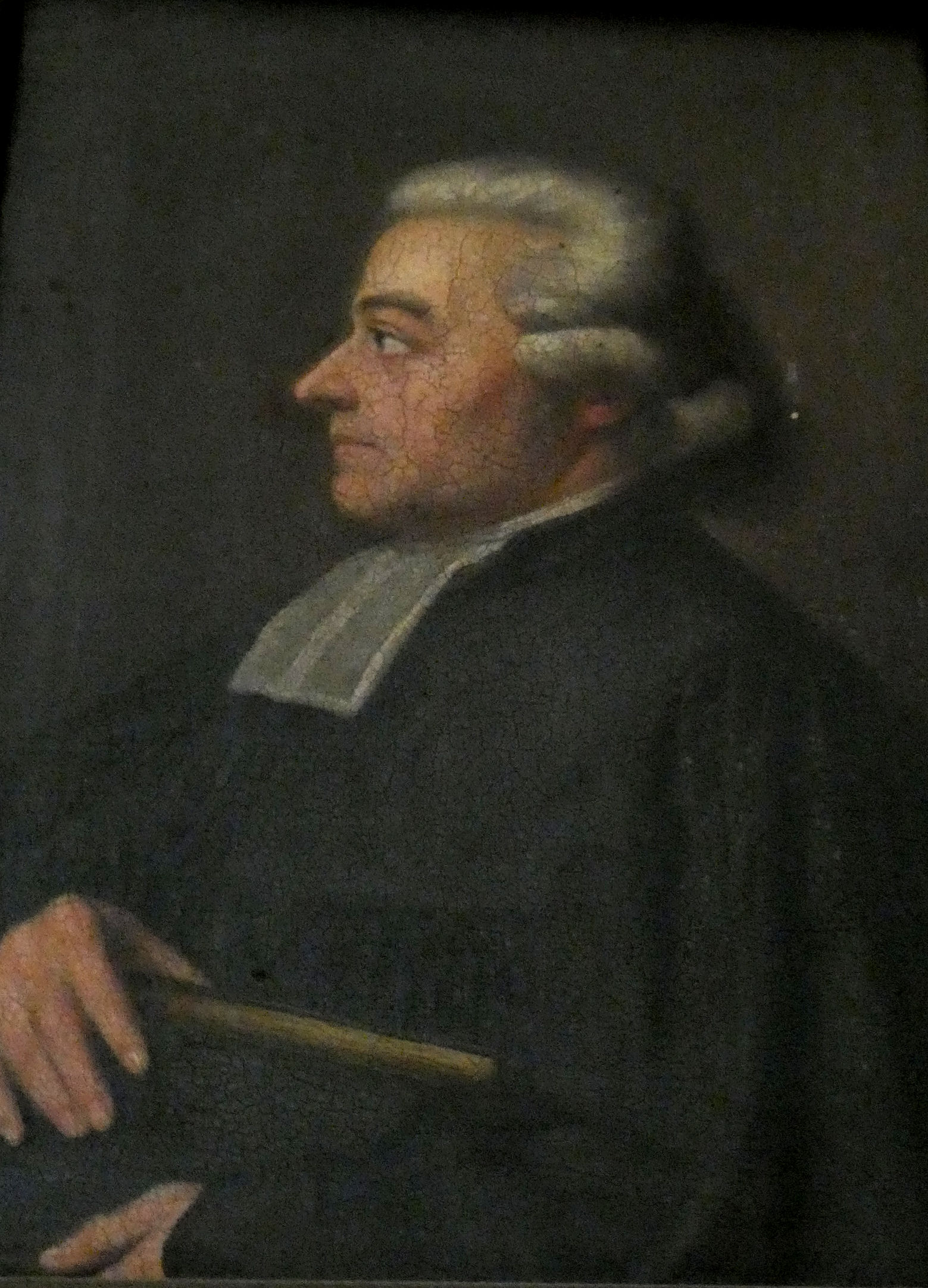
Porträt von Georg Christian Erhard Westphal aus der Marktkirche Halle

Georg Christian Erhard Westphal (* 22. März 1752 in Quedlinburg; † 3. Dezember 1808 in Halle (Saale)) war ein deutscher evangelischer Theologe und Lehrer. Westphal war königlich preußischer Konsistorialrat und ab 1785 Oberpfarrer an der Marktkirche Unser Lieben Frauen in Halle.

## Leben
Westphal wurde als Sohn eines königlich preußischen Juristen und Steuerrates geboren. Sein älterer Bruder war der spätere Rechtswissenschaftler und Professor an der Halleschen Universität Ernst Christian Westphal (1737–1792). Der Vater wurde 1761, während des Siebenjährigen Krieges, als Geisel genommen und nach Altdorf bei Nürnberg gebracht. Schon bald ließ er seine Familie nachkommen.
Von dem an der Universität Altdorf lehrenden Professor Johann Andreas Michael Nagel erhielt Westphal Unterricht in griechischer und lateinischer Sprache und bei Michael Adelbulner in Mathematik. Der Vater selbst unterrichtete ihn in Geschichte und Geographie. 1763 konnte er nach Hause zurückkehren und am Quedlinburger Gymnasium seine schulische Ausbildung beenden, wo er vor allem Hebräisch erlernte. 1769 begann er an der Universität Jena ein Theologiestudium, das er 1771 an der Universität Halle fortsetzte. In Halle konnte er Vorlesungen bei Johann Salomo Semler und Johann August Nösselt besuchen.
Nach Beendigung seiner Studien übernahm Westphal eine Hofmeisterstelle bei dem königlich preußischen Kammerpräsidenten Karl Friedrich von Dacheröden in Erfurt. Die Anstellung ermöglichte es ihm, seine theologischen Studien fortzusetzen und kleinere Reisen nach Gotha und Weimar zu unternehmen. Von der philosophischen Fakultät Erfurter Universität erhielt er die Magisterwürde, die es ihm erlaubte ein öffentliches Schulamt anzutreten. 1775 wurde er Lehrer am Quedlinburger Gymnasium. Vier Jahre gab er in den beiden oberen Klassen des Gymnasiums Unterricht in Mathematik, Naturlehre und deutschen Stil. Während seiner Quedlinburger Zeit hatte er engen Kontakt zu Friedrich Andreas Stroth und Johann Heinrich Friedrich Meineke, die beide ebenfalls am Quedlinburger Gymnasium lehrten.
Westphal folgte einem Ruf nach Halberstadt als zweiter Prediger und Diakon an die dortige Moritzkirche. Zuvor unternahm er aber eine Reise durch einige größere deutsche Städte um berühmte Kanzelredner zu hören. In der Folge veröffentlichte er ab 1779 sein Werk Porträts. 1785 übernahm er eine Stelle als Oberpfarrer an der Marktkirche Unser Lieben Frauen in Halle an der Saale. Er war maßgeblich an der Herausgabe des Neuen Hallischen Gesangbuches beteiligt. 1805 wurde Westphal königlich preußischer Konsistorialrat. Er starb am 2. Dezember 1808, im Alter von 56 Jahren, in Halle. Seine Tochter Karoline heiratete 1830 den halleschen Theologen Fürchtegott Christian Fulda.
Westphal hinterließ ein umfangreiches Schrifttum. Bereits 1778 wurde seine Geschichte der königlichen Pariser Bibliothek von ihrem ersten Ursprunge an veröffentlicht. 1779 erschien der erste Teil seiner Porträts, der zweite wurde 1782 veröffentlicht. Das Werk erlebte in der Folge mehrere Auflagen. 1780 erschien in zwei Teilen Edelwald die Geschichte eines verlorenen Sohns, 1782 Streifereien im Gebiete der Menschheit durch die große, mittlere und kleine Welt und 1783 Predigten über einige Reden Jesu. Nach dem Tod von Friedrich dem Großen 1786 wurde Westphals Gedächtnißpredigt auf König Friedrich II. gedruckt und wenig später die Huldigungspredigt bei der feierlichen Huldigung Sr. Majestät Königs von Preußen Friedrich Wilhelm II. für dessen Nachfolger Friedrich Wilhelm II. Die Biographie über seinen Bruder Biographie des Dr. Ernst Christian Westphal vor dessen System der Lehre von den einzelnen Vermächtnißerben veröffentlichte er ein Jahr nach dessen Tod 1793 und 1795 in zwei Bänden Predigten auf alle Sonn und Festtage des Jahrs Berlin 1795. Als Übersetzungen erschienen 1779 bis 1785 Des Titus Livius aus Padua römische Geschichte was davon bis auf unsere Zeiten gekommen ist und 1780 Des Valerius Maximus denkwürdige Beispiele.

## Veröffentlichungen (Auswahl)
- Geschichte der königlichen Pariser Bibliothek von ihrem ersten Ursprunge an. Quedlinburg 1778. (Digitalisat.)
- Porträts. 2 Bände, Leipzig 1779–1782. (Band 1 Digitalisat.); (Band 2 Digitalisat.)
- Des Titus Livius aus Padua römische Geschichte was davon bis auf unsere Zeiten gekommen ist. (als Übersetzung), 3. bis 6. Band, Lemgo 1779–1785.
- Des Valerius Marimus denkwürdige Beispiele. (als Übersetzung), Lemgo 1780. (Digitalisat.)
- Streifereien im Gebiete der Menschheit durch die große, mittlere und kleine Welt. Lemgo 1782.
- Predigten über einige Reden Jesu. Dessau und Leipzig 1783.
- Gedächtnißpredigt auf König Friedrich II. Halle 1786.
- Huldigungspredigt bei der feierlichen Huldigung Sr. Majestät von Preußen Friedrich Wilhelm II. Halle 1786.
- Gedächtnißpredigt auf den Pastor in Glaucha bei Halle David Gottlieb Niemeyer. Halle 1788.
- Predigten über einige Sonn und Festtagsabschnitte. Halle 1788.
- Biographie des Dr. Ernst Christian Westphal vor dessen der Lehre von den einzelnen Vermächtnißerben. Leipzig 1793. (Digitalisat.)
- Christenthum ist Vereinigung der guten Menschen. Eine Predigt im großen Münster zu Ulm am 3ten Sonntage nach Trinitatis 1802. Ulm 1802.